# Línea 158 (Montevideo)
La línea 158 es una línea de ómnibus urbana de Montevideo, que une la Ciudad Vieja con La Gruta de Lourdes ramal negro, y Terminal Mendoza el ramal rojo. La ida es Gruta de Lourdes ramal negro y Mendoza el raml rojo, y la vuelta Ciudad Vieja.

## Características
Al igual que la línea 102, los días once de cada mes es utilizada por muchos visitantes y fieles para asistir al Santuario de la Gruta de Lourdes sobre la Avenida de las Instrucciones, en donde se conmemora lo que se cree que fue la primera aparición de la Virgen de Lourdes. 
En lo que respecta a su recorrido, en algunas ocasiones el mismo suele extenderse hasta Mendoza e instrucciones quedando la Gruta de Lourdes como su destino intermedio. A partir del 28 de julio de 2023 se realizó el último cambio en su recorrido, precisamente en la zona de Ciudad Vieja.

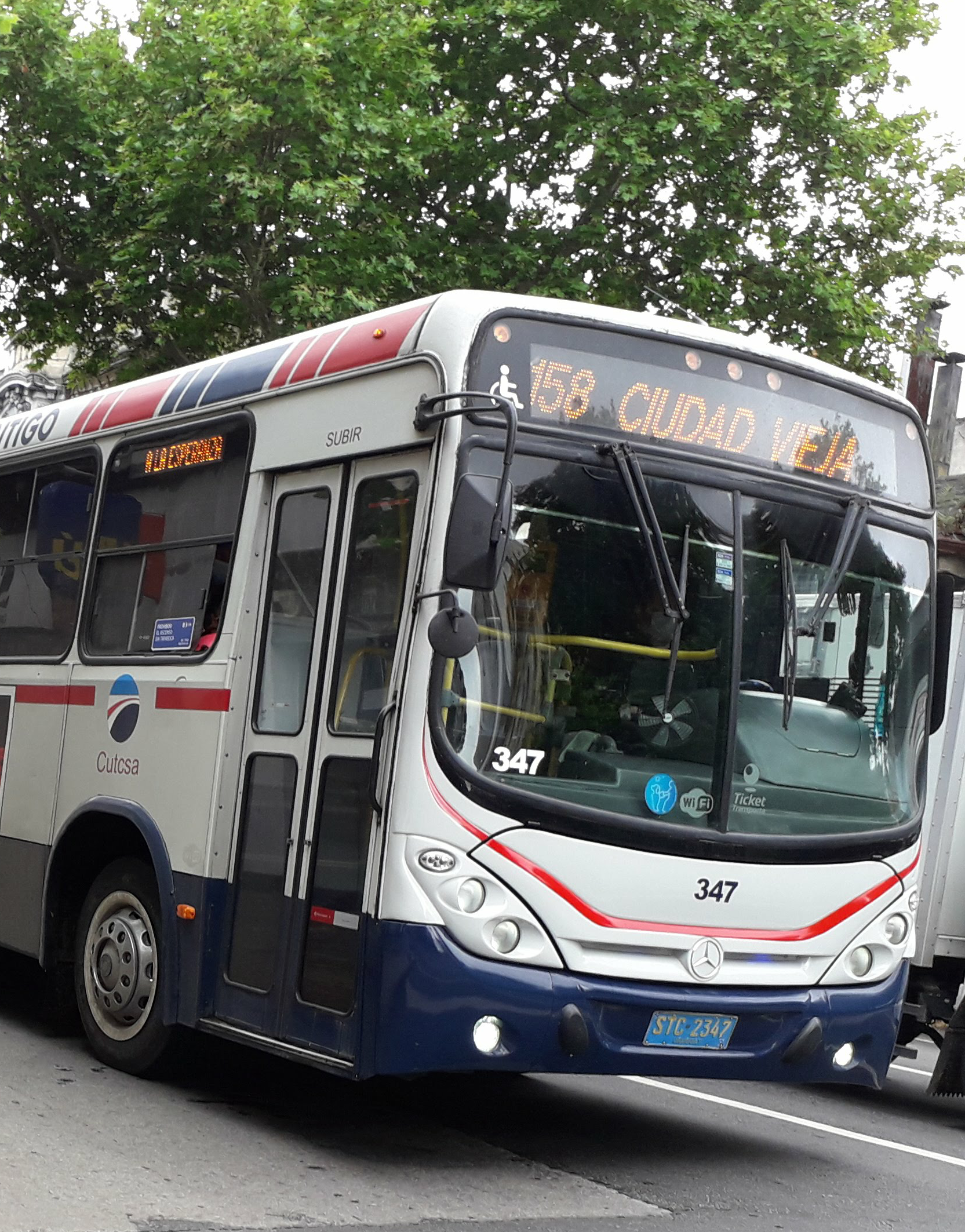
Con destino a Ciudad Vieja

## Recorridos
Circula por los barrios Ciudad Vieja, Centro, Cordón, La Aguada, Reducto, Brazo Oriental, Atahualpa, Aires Puros, Cerrito de la Victoria, Barrio Cóppola, Unidad Misiones, Casavalle, Borro, Padre Cacho y Barrio Municipal. 
| Ida (hacia Gruta de Lourdes) - Juan Lindolfo Cuestas - Buenos Aires - Liniers - San José - Andes - Mercedes - Avenida Daniel Fernández Crespo - Avenida de las Leyes - Batoví - Yatay - Avenida San Martín - Av. Burgues - Rancagua - Avenida San Martín - Bulevar Aparicio Saravia - Pasaje 322 - Camino Leandro Gómez - José Martirené - Isidro Mas de Ayala - Justo Montes Pareja - Víctor Escardó y Anaya - Orsini Bertani - Avenida San Martín - Antillas - Instrucciones y Querétaro - Terminal Gruta de Lourdes | Vuelta (desde Gruta de Lourdes) - Antillas - Querétaro - Los Ángeles - Circ. Plaza Taras Schevchenko - Avenida San Martín - Orsini Bertani - Víctor Escardó y Anaya - Justo Montes Pareja - Isidro Mas de Ayala - Dr. José Martirené - Gustavo Volpe - Dr. José Martirené - Bulevar Aparicio Saravia - Av. San Martín - Rancagua - Av. Burgues - Av. Gral. San Martín - Av. Agraciada - Av. de las Leyes - Madrid - Magallanes - Miguelete - Arenal Grande - Av. Uruguay - 25 de Mayo - Juncal - Cerrito - Juan Lindolfo Cuestas y continúa sin espera... |

| Ida (hacia Mendoza) - Ruta anterior - Av. Gral. San Martín - Av. de las instrucciones, hasta don Pedro de Mendoza - Terminal Mendoza | Vuelta (desde Mendoza) - Av. de las instrucciones - Av. Gral. San Martín - Retoma su ruta habitual |

## Destinos intermedios
Ida
- Orsini Bertani (Orsini Bertani y Av. San Martín)
- Cementerio del Norte

Vuelta
- Palacio Legislativo
- Ciudadela
- Aduana